# El orden visible
El orden visible es el segundo poemario —y último que pudo editar en vida— del escritor chileno Carlos de Rokha, publicado en 1956 por Editorial Multitud en Santiago de Chile. Es el intento de dar a conocer todo el material creado hasta entonces, objetivo que no llegará a cumplirse. Solo el primer volumen de tres se publica en vida del autor comprendiendo el periodo de 1934 y 1944.

## Estructura y contenido
El poemario se encuentra ordenado cronológicamente donde el índice aporta información de lo que vendrían a ser los tres volúmenes. El volumen dos y tres no han sido publicados.

### Volumen 1
- Dones de promisión (1934 - 1935)
- Fundación de los sueños (1936 - 1937)
- Avance de la red luminosa (1938 - 1939)
- El juego de los peligros (1940 - 1941)
- El gran jubilo (1942)
- Los arcos trémulos (1936 - 1943)
- Las revelaciones del furor (1944)

### Volumen 2
- Si esta voz en ti se comunica (1945)
- Aparición del oficiante (1946)
- Nada fue antes de la luz (1947)
- Ofrenda a las estrellas (1947 - 1948)
- La colina en el cielo (1948)
- Un niño cambia de silencios (1949)
- Interrogación a las columnas (1950)

### Volumen 3
- El orden visible (1950 - 1951)
- El coral de la espuma (1951)
- El arlequín estrellado (1936 - 1952)
- Designio sin límite (1952)
- El azar derivado (1953)
- Cántico de agonía y redención (1954)
- Los alimentos de la noche (1955)
- El alfarero deslumbrado (1934 - 1955)